# Grand Prix Formule 1 van Brazilië 1974
De Grand Prix Formule 1 van Brazilië 1974 werd gehouden op 27 januari 1974 in Interlagos.

## Uitslag
| Positie | Nr | Rijder               | Team              | Ronden | Tijd/Opgave    | Startplaats | Punten |
| ------- | -- | -------------------- | ----------------- | ------ | -------------- | ----------- | ------ |
| 1       | 5  | Emerson Fittipaldi   | McLaren-Ford      | 32     | 1:24:37.06     | 1           | 9      |
| 2       | 11 | Clay Regazzoni       | Ferrari           | 32     | + 13.57        | 8           | 6      |
| 3       | 2  | Jacky Ickx           | Lotus-Ford        | 31     | + 1 Ronde      | 5           | 4      |
| 4       | 18 | Carlos Pace          | Surtees-Ford      | 31     | + 1 Ronde      | 12          | 3      |
| 5       | 33 | Mike Hailwood        | McLaren-Ford      | 31     | + 1 Ronde      | 7           | 2      |
| 6       | 1  | Ronnie Peterson      | Lotus-Ford        | 31     | + 1 Ronde      | 4           | 1      |
| 7       | 7  | Carlos Reutemann     | Brabham-Ford      | 31     | + 1 Ronde      | 2           |        |
| 8       | 4  | Patrick Depailler    | Tyrrell-Ford      | 31     | + 1 Ronde      | 16          |        |
| 9       | 24 | James Hunt           | March-Ford        | 31     | + 1 Ronde      | 18          |        |
| 10      | 14 | Jean-Pierre Beltoise | BRM               | 31     | + 1 Ronde      | 17          |        |
| 11      | 26 | Graham Hill          | Lola-Ford         | 31     | + 1 Ronde      | 21          |        |
| 12      | 6  | Denny Hulme          | McLaren-Ford      | 31     | + 1 Ronde      | 11          |        |
| 13      | 3  | Jody Scheckter       | Tyrrell-Ford      | 31     | + 1 Ronde      | 14          |        |
| 14      | 15 | Henri Pescarolo      | BRM               | 30     | + 2 Ronden     | 22          |        |
| 15      | 8  | Richard Robarts      | Brabham-Ford      | 30     | + 2 Ronden     | 24          |        |
| 16      | 37 | François Migault     | BRM               | 30     | + 2 Ronden     | 23          |        |
| 17      | 19 | Jochen Mass          | Surtees-Ford      | 30     | + 2 Ronden     | 10          |        |
| NF      | 28 | John Watson          | Brabham-Ford      | 27     | Koppeling      | 15          |        |
| NF      | 9  | Hans Joachim Stuck   | March-Ford        | 24     | Transmissie    | 13          |        |
| NF      | 17 | Jean-Pierre Jarier   | Shadow-Ford       | 21     | Remmen         | 19          |        |
| NF      | 20 | Arturo Merzario      | Iso Marlboro-Ford | 20     | Gaspedaal      | 9           |        |
| NF      | 16 | Peter Revson         | Shadow-Ford       | 10     | Oververhitting | 6           |        |
| NF      | 10 | Howden Ganley        | March-Ford        | 8      | Ontsteking     | 20          |        |
| NF      | 12 | Niki Lauda           | Ferrari           | 2      | Motor          | 25          |        |
| NF      | 27 | Guy Edwards          | Lola-Ford         | 2      | Chassis        | 3           |        |

## Wetenswaardigheden
- De race werd voortijdig afgevlagd vanwege de gevaarlijke weersomstandigheden.

## Statistieken
| Pole-position | Emerson Fittipaldi | McLaren-Ford | 2:32.97 |
| Snelste ronde | Clay Regazzoni     | Ferrari      | 2:36.05 |

## Noot
- Dit was de vijfde pole position en tiende Grand Prix-winst voor Emerson Fittipaldi en voor een Braziliaanse coureur.
- Vijfde snelste ronde voor Clay Regazzoni.
- Emerson Fittipaldi won zijn thuisrace in Brazilië voor de tweede opeenvolgende keer en was daarmee de eerste meervoudige winnaar van de Grote Prijs van Brazilië.

1972 · 1973 · 1974 · 1975 · 1976 · 1977 · 1978 · 1979 · 1980 · 1981 · 1982 · 1983 · 1984 · 1985 · 1986 · 1987 · 1988 · 1989 · 1990 · 1991 · 1992 · 1993 · 1994 · 1995 · 1996 · 1997 · 1998 · 1999 · 2000 · 2001 · 2002 · 2003 · 2004 · 2005 · 2006 · 2007 · 2008 · 2009 · 2010 · 2011 · 2012 · 2013 · 2014 · 2015 · 2016 · 2017 · 2018 · 2019